# Циганка-ворожка (Шевченко)
«Циганка-ворожка» — малюнок Тараса Шевченка, який він виконав у Санкт-Петербурзі в 1841 році. Папір, акварель. Розмір 26,5 × 20,7. Справа внизу аквареллю дата і підпис автора: 1841. Шевченко. Внизу на паспарту витиснено бронзованими буквами: Т. Schevchenko.
26 вересня 1841 року рада Академії мистецтв втретє нагородила срібною медаллю другого ступеня

«За успехи в художестве, доказанные представленными работами по живописи исторической и портретной» Тараса Шевченка за картину, изображающую цыганку…".

В 1841 році ця картина була на академічній виставці в Петербурзі, про що згадує в листі до Шевченка Г. Ф. Квітка-Основ'яненко:

«…читав у Литературной газете, що ваша дівчина, що через тин ворожила у циганки, продалась, та й зрадовався, бо я так і надіявся».

В. Толбін зазначає, що картину Шевченка, яку він називає «Цыганенок», придбав з виставки тодішній комендант Петропавловської фортеці І. М. Скобелєв.
Оцінка робіт Шевченка, представлених на річній академічній виставці 1841 року, дана Ромуальдом Подбереським.
В літературі зустрічається під назвами «Цыганенок», «Цыганка», «Циганка, що ворожить руській дівчині», «Цыганка, гадающая малороссиянке», «Циганка гадає дівчині» та «Девушка гадает у цыганки».
В окремих джерелах малюнок помилково датований 1840 роком та 1846 роком, а також невірно визначено техніку виконання (олія).
Зберігається в Національному музеї Тараса Шевченка. Попередні місця збереження: власність І. М. Скобелєва, збірка К. Т. Солдатьонкова, Державний музей образотворчих мистецтв імені О. С. Пушкіна в Москві, Галерея картин Т. Г. Шевченка, Центральний музей Т. Г. Шевченка.
1939 року експонувалася на Республіканській ювілейній шевченківській виставці в Києві.